# Глебов, Иван Семёнович (генерал-полковник)
Глебов, Иван Семёнович (8 (21) августа 1903 года — 23 августа 1993 года) — советский военачальник, генерал-полковник (1958), профессор Военной академии Генерального штаба ВС СССР.

## Биография
Родился Иван в семье рабочего С. И. Глебова. По окончании 4-х классов школы, с одиннадцати лет И. С. Глебов работал на производстве.

### Гражданская война
10 марта 1918 года И. С. Глебов вступил добровольцем в РККА, в 1918—1922 годах участвовал в Гражданской войне, был ранен в ногу.

### Между войнами
После войны И. С. Глебов служил в РККА на различных должностях, с 1926 года — член ВКП(б), в 1927 году окончил Киевскую объединённую школу командиров РККА, затем Артиллерийскую академию РККА, командовал артиллерийским полком. В 1937 году поступил в Академию Генерального штаба РККА во втором наборе, по окончании которой был оставлен в ней преподавателем кафедры общей тактики, где познакомился с И. Х. Баграмяном, в то время так же преподававшем в Академии Генштаба. Перед началом войны И. С. Глебов прибыл на стажировку в 6-й стрелковый корпус, Киевский особый военный округ.

### Великая Отечественная война

На КП 65-й армии, слева направо: Баринов И. Ф., Батов П. И., Лучко Ф. П., Глебов И. С.

Великая Отечественная война застала подполковника И. С. Глебова на должности заместителя начальника артиллерии 6-го стрелкового корпуса, включенного в состав Юго-Западного фронта, с июля 1941 года — начальник штаба того же корпуса. С 22 июня 1941 года И. С. Глебов в составе корпуса участвовал в Оборонительной операции на Западной Украине, затем в Киевской стратегической оборонительной операции. В августе 1941 года управление корпуса было расформировано, И. С. Глебов был направлен в резерв Ставки ВГК, в штабе Юго-Западного фронта встретился с И. Х. Баграмяном, который попросил начальника штаба фронта В. И. Тупикова назначить Глебова своим помощником — заместителем начальника оперативного отдела штаба Юго-Западного фронта. На этом посту И. С. Глебов продолжил участие в Киевской операции. В сентябре штаб Юго-Западного фронта оказался в окружении, большая часть управления фронта и 5-й армии выходила из окружения колонной штаба фронта. В колонне было около тысячи человек, в том числе восемьсот офицеров, с ней следовала и техника — шесть бронемашин, два полевых орудия и пять счетверённых зенитных установок. И. С. Глебов временно возглавлял охрану Военного Совета фронта. 20 сентября 1941 года колонна остановилась на днёвку в районе хутора Дрюковщина, в роще Шумейково, где была обнаружена немцами. Немцы атаковали колонну с трёх сторон, задействовали танки, штабные офицеры весь день отбивали атаки врага, в рукопашной участвовали все офицеры, включая командующего фронтом М. П. Кирпоноса, несколько танков удалось поджечь, немцы не выдержали и отступили, но окружили остатки группы плотным кольцом. В этом бою И. С. Глебов был ранен. Ночью оставшиеся в строю офицеры пошли на прорыв, атака получилось внезапной, многим удалось вырваться. И. С. Глебову в числе других офицеров удалось выйти из окружения и присоединиться к советским войскам, вскоре он вернулся на прежнюю должность, затем был назначен заместителем начальника штаба Юго-Западного фронта. Работая в штабе Юго-западного фронта, И. С. Глебов участвовал в Харьковской операции 1941 года, Елецкой операции, Харьковской операции 1942 года.
12 июля 1942 года Юго-Западный фронт был расформирован, 25 августа 1942 года И. С. Глебов назначен начальником штаба 4-й танковой армии. В предшествовавших боях армия понесла тяжелые потери, в её составе осталось всего четыре танка, 22 октября 1942 года 4-я танковая армия была преобразована в 65-ю армию, И. С. Глебов был назначен её начальником штаба. П. И. Батов вспоминал: 

Иван Семенович Глебов тянул как вол весь штаб, но делал это умеючи, то есть так, что каждый его подчиненный рос. В свои 39 лет полковник Глебов успел окончить два высших учебных заведения — Артиллерийскую академию и Академию Генерального штаба. Его обширные военные познания в соединении с опытом работы в высших штабах снискали ему общее уважение, несмотря на суховатость натуры. Такой человек был неоценимой находкой для командарма. Можно было спокойно отдаваться работе в войсках, зная, что принятое решение будет осуществлено творчески, со скрупулезной точностью.— Батов П.И. В походах и боях
На этом посту И. С. Глебов участвовал в Сталинградской битве, Курской битве, Битве за Днепр. 26 ноября 1943 года И. С. Глебов назначен начальником штаба 48-й армии, руководил штабом до 9 июля 1945 года. Участвовал в Гомельско-Речицкой, Белорусской стратегической, Восточно-прусской стратегической наступательных операциях.

### После войны
После войны, с июля 1945 года И. С. Глебов — начальник управления оперативной подготовки Генерального штаба, затем служил в Главном штабе Сухопутных войск. С мая 1957 по декабрь 1958 года — заместитель главного военного советника в Китае и советник начальника генерального штаба НОАК, с 1958 года — начальник кафедры оперативного искусства Военной академии Генерального штаба, в 1969—1988 годах работал в Институте военной истории Министерства обороны СССР. С сентября 1972 года в Группе генеральных инспекторов МО СССР. С 1988 года в отставке. Автор около 150 научных работ и статей по различным вопросам военной доктрины, оперативному искусству и военной истории.
Умер в 1993 году, похоронен в Москве, на Троекуровском кладбище.

## Воинские звания
- Полковник — 07.11.1941
- Генерал-майор — 04.02.1943
- Генерал-лейтенант — 13.09.1944
- Генерал-полковник — 08.02.1958

## Награды
- Орден Ленина (21.02.1945)
- Пять орденов Красного Знамени (29.12.1936, 07.11.1941, 23.11.1943, 3.11.1944, 10.04.1945)
- Орден Кутузова I степени (23.07.1944)
- Два ордена Кутузова II степени (15.01.1944[10], …)
- Орден Суворова II степени (24.09.1943)
- Орден Отечественной войны I степени (11.03.1985)
- Орден Трудового Красного Знамени
- Медаль «В ознаменование 100-летия со дня рождения Владимира Ильича Ленина»
- Медаль «За оборону Сталинграда»
- Медаль «За взятие Кёнигсберга»
- Медаль «За победу над Германией в Великой Отечественной войне 1941—1945 гг.»
- Медаль «20 лет Победы в Великой Отечественной войне 1941—1945 гг.»
- Медаль «30 лет Победы в Великой Отечественной войне 1941—1945 гг.»
- Медаль «40 лет Победы в Великой Отечественной войне 1941—1945 гг.»
- Медаль «За укрепление боевого содружества»
- Медаль «20 лет Рабоче-Крестьянской Красной Армии» (1938)
- Медаль «30 лет Советской Армии и Флота»
- Медаль «40 лет Вооружённых Сил СССР»
- Медаль «50 лет Вооружённых Сил СССР»
- Медаль «60 лет Вооружённых Сил СССР»
- Медаль «70 лет Вооружённых Сил СССР»
- Медаль «Ветеран Вооружённых Сил СССР»
- Медаль «В память 800-летия Москвы»
- Почётный гражданин Лоева (1980-е)[11] — в знак признания больших  заслуг по освобождению Лоевского района
- Почётный гражданин Железногорска (1986) — за участие в освобождении этих населённых пунктов во время Великой Отечественной войны

Иностранные награды
- Командор ордена «Легион почёта» (США, 11.06.1944)[12]
- Серебряный крест ордена «За воинскую доблесть» (Польша, 21.05.1946)
- Крест храбрых (Польша, 19.12.1968)
- Медаль «Китайско-советская дружба» (КНР)
- Медаль «30 лет Халхин-Гольской Победы» (Монголия, 15.08.1969)

## Память
- В Музее битвы за Днепр экспонируются личные вещи начальника штаба 65-й армии генерал-майора И. С. Глебова (Беларусь, Лоев).

## Сочинения
- Глебов И. С. В контрнаступлении под Сталинградом. // Военно-исторический журнал. — 1974. — № 12. — С.42-47.
- Глебов И. С. Маневр войск в Черниговско-Припятской и Гомельско-Речицкой наступательных операциях. // Военно-исторический журнал. — 1976. — № 1. — С.12-18.
- Глебов И. С. Я был военным советником в Китае. // Военно-исторический журнал. — 1993. — № 8. — С.49-53.
- Глебов И. С. Интриги в Генеральном штабе. // Военно-исторический журнал. — 1993. — № 11. — С.37-43.